# Gesine Schiel
Gesine Schiel (ur. 29 marca 1976 w Sztokholmie) – niemiecka florecistka, brązowa medalistka mistrzostw świata.
W 1992 roku zdobyła brązowy medal we florecie indywidualnym na mistrzostwach świata kadetów. Na rozgrywanych cztery lata później mistrzostwach świata juniorów zdobyła brązowy medal w zawodach drużynowych.
Podczas mistrzostw świata w Kapsztadzie w 1997 roku Niemki w składzie: Sabine Bau, Rita König, Gesine Schiel i Monika Weber zdobyły drużynowo brązowy medal. Był to jedyny medal wywalczony przez Schiel w zawodach tego cyklu.
Nigdy nie wzięła udziału w igrzyskach olimpijskich.